# Mario Mastria
Mario Mastria (Roma, 19 aprile 1920 – Roma, 15 gennaio 2009) è stato un doppiatore italiano.

## Biografia
Una grande passione per il teatro lo portò alla scuola di Pietro Sharof e poi all'attività di doppiatore. Tra gli attori doppiati si ricorda Richard Todd nel film Il giorno più lungo.

## Doppiaggio
- Lucio Fulci in ...e tu vivrai nel terrore! - L'aldilà, Quella villa accanto al cimitero, Lo squartatore di New York
- Richard A. Dysart in Ritorno al futuro - Parte III, Pioggia infernale
- Dub Taylor in Sulla strada del mito, Ride a North Bound Horse
- Graham Jarvis in Misery non deve morire
- John Randolph in Scappatella con il morto
- Albert Salmi in Ladro e gentiluomo
- Paul Stassino in Agente 007 - Thunderball (Operazione tuono)
- Richard Todd in Il giorno più lungo
- Nehemiah Persoff in I gemelli
- Michael J. Pollard in S.O.S. fantasmi
- Woody Strode in  Pronti a morire
- Cyril Cusack in Cuori ribelli
- Ben Johnson in Eroi per un amico
- Emilio Marchesini in Il gatto a nove code
- Gordon Harris in Assassinio al galoppatoio
- Dante Cleri in La soldatessa alla visita militare
- Peter Butterworth in Assassinio sul treno
- Luciano Bonanni in I soliti ignoti vent'anni dopo

## Prosa radiofonica Rai
- Volpone, di Ben Jonson, regia di Pietro Masserano Taricco, trasmessa il 26 settembre 1952